# Stephen Keep Mills
Stephen Keep Mills (geboren am 24. August 1947 in Camden, South Carolina) ist ein amerikanischer Schauspieler, Drehbuchautor, Regisseur und Schriftsteller.

## Leben
Stephen Keep Mills absolvierte die Yale School of Drama im Jahre 1969. Nach seinem Abschluss war er für zwei Spielzeiten Mitglied der Guthrie Theatre Company. Mills trat seither bei vielen regionalen Theatergesellschaften auf, in den Vereinigten Staaten ebenso wie in Kanada. Er spielte am Broadway bei der The Shadow Box und am Story Theatre und wirkte in zahlreichen Off-Broadway-Produktionen mit, darunter in Václav Havels Theaterstück Private View (aus der Vaněk-Trilogie) am Public Theatre, für die er eine Drama Desk-Nominierung erhielt.
Später wurde er auch in der Fernsehbranche aktiv. Er wirkte seit Ende der 70er Jahre regelmäßig in zahlreichen US-TV-Serien und mehreren TV-Filmen mit, darunter viele TV-Erfolge wie Lou Grant (1978), Eine amerikanische Familie (1979–1980), Dallas (1980), Die Waltons (1980), Love Boat (1980) und Hart aber herzlich (1983). Regelmäßige Auftritte hatte er Anfang der 80er Jahre in der Fernsehserie Flo (mit Polly Holliday in der Titelrolle); eine wiederkehrende Rolle spielte er in der Science-Fiction-Serie VR.5. Für das Kino arbeitete er mit Regisseuren wie Woody Allen, James Toback, William Friedkin und Steven Seagal.
1985/86 begann Mills mit der Arbeit an eigenen Stücken und Drehbüchern. 2003 verfilmte er eines seiner Stücke, Hotel Lobby, wobei er als Autor, Produzent und Darsteller (als Horace) beteiligt war. Sein Debüt als Filmregisseur gab er mit dem Kurzfilm A Cigar at the Beach (2006), der u. a. beim Tiburon International Film Festival lief. er verfasste außerdem das Drehbuch für den Film Love is not Love (2016) von Regisseur Matthew Toffolo. 2008 folgte sein Kurzfilm Liminal.

## Filmografie (Auswahl)

### Filme
- 1980: Stoßtrupp durch die grüne Hölle (A Rumor of War)
- 1983: Der lange Abschied (Who Will Love My Children?)
- 1983: Starflight One – Irrflug ins Weltall (Starflight: The Plane That Couldn't Land)
- 1994: Hilflos ausgeliefert (Murder or Memory: A Moment of Truth Movie)
- 1996: Glimmer Man (The Glimmer Man)
- 2003: Hotel Lobby

### Serien
- 1978: Lou Grant (Lou Grant)
- 1979–1980: Eine amerikanische Familie (Family)
- 1980: Der unglaubliche Hulk (The Incredible Hulk) (Fernsehserie)
- 1980–1981: Flo (Flo)
- 1983: Hart aber herzlich (Hart to Hart, Fernsehserie, Folge Wenn das Blatt sich wendet)
- 1985–1988: Spenser (Fernsehserie, 2 Folgen)
- 1995: Der Klient (The Client)